# Saison 1938-1939 de l'IAHL
Saison précédente Saison suivante
La saison 1938-1939 est la troisième saison de la Ligue américaine de hockey qui porte encore le nom d'International-American Hockey League. La ligue voit l'arrivée des Bears de Hershey comme huitième équipe et à l'issue de la saison régulière ils sont premiers de la division Ouest alors que les Ramblers de Philadelphie dominent celle de l'Est et toute l'IAHL. Les Ramblers sont battus en finale par les Barons de Cleveland.

## Contexte et saison régulière
Les Bears de Hershey font leur entrée dans la ligue et rejoignent la division Ouest,. Le nombre de match est ainsi porté de quarante-huit à cinquante-quatre. À la fin de la saison régulière, les Bears finissent en tête de leur division avec soixante-sept points, soit six de plus que les Stars de Syracuse. Les Barons de Cleveland remportent la dernière place qualificative pour les séries éliminatoires. Les Bears remportent par la même occasion le trophée F.-G.-« Teddy »-Oke de champions de l'Ouest.
Dans l'autre division, ce sont les Ramblers de Philadelphie qui terminent à la première place. Ils totalisent soixante-neuf points pour la première place de toute l'IAHL alors que les deux dernières places pour les séries sont prises par les Reds de Providence, champions en titre, et par les Indians de Springfield.

### Résultats des matchs
Les résultats de l'ensemble des matchs de la saison sont donnés dans le tableau ci-dessous.
| Date              | Équipe domicile | Score   | Équipe visiteuse |
| ----------------- | --------------- | ------- | ---------------- |
| 5 novembre 1938   | Springfield     | 1–0     | Syracuse         |
| 5 novembre 1938   | Philadelphie    | 10–3    | New Haven        |
| 5 novembre 1938   | Hershey         | 2–1     | Providence       |
| 5 novembre 1938   | Pittsburgh      | 5–1     | Cleveland        |
| 6 novembre 1938   | Syracuse        | 1–3     | Hershey          |
| 6 novembre 1938   | Cleveland       | 5–1     | Pittsburgh       |
| 6 novembre 1938   | Providence      | 2–7     | Philadelphie     |
| 6 novembre 1938   | New Haven       | 3–1     | Springfield      |
| 9 novembre 1938   | Philadelphie    | 9–2     | Springfield      |
| 9 novembre 1938   | Pittsburgh      | 4–1     | Syracuse         |
| 9 novembre 1938   | Cleveland       | 4–3     | Hershey          |
| 10 novembre 1938  | Providence      | 2–1     | New Haven        |
| 12 novembre 1938  | Cleveland       | 3–3     | Syracuse         |
| 12 novembre 1938  | Pittsburgh      | 1–3     | Hershey          |
| 12 novembre 1938  | Philadelphie    | 3–2 (P) | Providence       |
| 12 novembre 1938  | Springfield     | 4–2 (P) | New Haven        |
| 13 novembre 1938  | New Haven       | 1–7     | Cleveland        |
| 13 novembre 1938  | Syracuse        | 1–0     | Pittsburgh       |
| 13 novembre 1938  | Providence      | 3–2     | Springfield      |
| 16 novembre 1938  | New Haven       | 4–6     | Syracuse         |
| 17 novembre 1938  | Hershey         | 3–1     | Philadelphie     |
| 17 novembre 1938  | Providence      | 3–5 (P) | Syracuse'        |
| 19 novembre 1938  | Springfield     | 4–3     | Cleveland        |
| 19 novembre 1938  | Hershey         | 5–0     | Pittsburgh       |
| 20 novembre 1938  | Syracuse        | 5–0     | Springfield      |
| 20 novembre 1938  | Providence      | 3–1     | Cleveland        |
| 20 novembre 1938  | New Haven       | 3–7     | Philadelphie     |
| 22 novembre 1938  | Syracuse        | 1–1     | Providence       |
| 23 novembre 1938  | Cleveland       | 2–2     | Providence       |
| 24 novembre 1938  | Pittsburgh      | 8–5     | Springfield      |
| 24 novembre 1938  | Hershey         | 2–3     | Cleveland        |
| 24 novembre 1938  | Philadelphie    | 5–3     | Syracuse         |
| 26 novembre 1938  | Hershey         | 3–1     | Syracuse         |
| 26 novembre 1938  | Philadelphie    | 6–2     | New Haven        |
| 26 novembre 1938  | Pittsburgh      | 2–3     | Providence       |
| 26 novembre 1938  | Cleveland       | 0–2     | Springfield      |
| 27 novembre 1938  | Springfield     | 5–6 (P) | Philadelphie'    |
| 27 novembre 1938  | Syracuse        | 4–3     | Cleveland        |
| 27 novembre 1938  | Providence      | 4–1     | Hershey          |
| 27 novembre 1938  | New Haven       | 5–2     | Pittsburgh       |
| 29 novembre 1938  | Springfield     | 3–0     | Pittsburgh       |
| 30 novembre 1938  | Philadelphie    | 6–9     | Hershey          |
| 30 novembre 1938  | New Haven       | 2–4     | Providence       |
| 1er décembre 1938 | Hershey         | 3–2     | Pittsburgh       |
| 3 décembre 1938   | Springfield     | 1–4     | New Haven        |
| 3 décembre 1938   | Philadelphie    | 3–4     | Pittsburgh       |
| 3 décembre 1938   | Hershey         | 0–1     | Providence       |
| 3 décembre 1938   | Cleveland       | 2–4     | Syracuse         |
| 4 décembre 1938   | Syracuse        | 0–2     | Hershey          |
| 4 décembre 1938   | Providence      | 4–2     | Pittsburgh       |
| 4 décembre 1938   | New Haven       | 1–1     | Springfield      |
| 7 décembre 1938   | Providence      | 0–5     | New Haven        |
| 7 décembre 1938   | Philadelphie    | 7–2     | Springfield      |
| 7 décembre 1938   | Pittsburgh      | 2–3     | Hershey          |
| 10 décembre 1938  | Springfield     | 0–0     | Providence       |
| 10 décembre 1938  | Philadelphie    | 3–2     | New Haven        |
| 10 décembre 1938  | Pittsburgh      | 0–5     | Syracuse         |
| 10 décembre 1938  | Cleveland       | 2–1     | Hershey          |
| 11 décembre 1938  | Syracuse        | 2–2     | Cleveland        |
| 11 décembre 1938  | Providence      | 4–4     | Springfield      |
| 11 décembre 1938  | New Haven       | 6–3     | Philadelphie     |
| 13 décembre 1938  | Syracuse        | 1–2     | New Haven        |
| 14 décembre 1938  | Pittsburgh      | 0–1     | Philadelphie     |
| 14 décembre 1938  | Cleveland       | 1–0     | New Haven        |
| 15 décembre 1938  | Hershey         | 1–2     | Cleveland        |
| 17 décembre 1938  | Hershey         | 1–1     | Springfield      |
| 17 décembre 1938  | Pittsburgh      | 3–2     | New Haven        |
| 17 décembre 1938  | Cleveland       | 5–3 (P) | Philadelphie     |
| 18 décembre 1938  | Syracuse        | 4–4     | Philadelphie     |
| 18 décembre 1938  | Providence      | 1–4     | Cleveland        |
| 18 décembre 1938  | New Haven       | 3–0     | Hershey          |
| 20 décembre 1938  | Springfield     | 1–2     | Hershey          |
| 21 décembre 1938  | New Haven       | 6–2     | Providence       |
| 21 décembre 1938  | Philadelphie    | 1–5     | Cleveland        |
| 21 décembre 1938  | Pittsburgh      | 4–2     | Springfield      |
| 24 décembre 1938  | Pittsburgh      | 4–1     | Cleveland        |
| 25 décembre 1938  | New Haven       | 2–2     | Pittsburgh       |
| 25 décembre 1938  | Syracuse        | 4–2     | Springfield      |
| 25 décembre 1938  | Cleveland       | 5–1     | Hershey          |
| 25 décembre 1938  | Providence      | 2–3     | Philadelphie     |
| 26 décembre 1938  | Springfield     | 3–5     | Pittsburgh       |
| 26 décembre 1938  | Philadelphie    | 6–3     | Providence       |
| 26 décembre 1938  | Hershey         | 3–4     | Cleveland        |
| 28 décembre 1938  | Cleveland       | 0–0     | Syracuse         |
| 29 décembre 1938  | Hershey         | 4–2     | Pittsburgh       |
| 31 décembre 1938  | Hershey         | 2–0     | Syracuse         |
| 31 décembre 1938  | Philadelphie    | 7–4     | Pittsburgh       |
| 31 décembre 1938  | Springfield     | 1–0     | Providence       |
| 1er janvier 1939  | New Haven       | 3–2     | Philadelphie     |
| 1er janvier 1939  | Providence      | 2–1     | Pittsburgh       |
| 1er janvier 1939  | Cleveland       | 5–4     | Springfield      |
| 1er janvier 1939  | Syracuse        | 2–0     | Hershey          |
| 3 janvier 1939    | Springfield     | 3–6     | Philadelphie     |
| 4 janvier 1939    | Cleveland       | 2–5     | Hershey          |
| 4 janvier 1939    | Pittsburgh      | 2–4     | Philadelphie     |
| 4 janvier 1939    | New Haven       | 2–0     | Syracuse         |
| 5 janvier 1939    | Providence      | 3–2     | Syracuse         |
| 7 janvier 1939    | Springfield     | 2–4     | Syracuse         |
| 7 janvier 1939    | Pittsburgh      | 1–4     | Hershey          |
| 7 janvier 1939    | Cleveland       | 5–2     | Philadelphie     |
| 8 janvier 1939    | Syracuse        | 3–0     | Pittsburgh       |
| 8 janvier 1939    | Providence      | 3–2     | Springfield      |
| 8 janvier 1939    | New Haven       | 2–2     | Cleveland        |
| 10 janvier 1939   | Springfield     | 2–1     | Cleveland        |
| 11 janvier 1939   | Philadelphie    | 3–1     | Cleveland        |
| 11 janvier 1939   | Providence      | 1–0     | New Haven        |
| 12 janvier 1939   | Hershey         | 5–1     | Philadelphie     |
| 14 janvier 1939   | Springfield     | 6–1     | New Haven        |
| 14 janvier 1939   | Philadelphie    | 3–2 (P) | Providence       |
| 14 janvier 1939   | Hershey         | 1–0     | Cleveland        |
| 14 janvier 1939   | Pittsburgh      | 2–3     | Syracuse         |
| 15 janvier 1939   | Syracuse        | 3–2     | Springfield      |
| 15 janvier 1939   | Cleveland       | 3–4 (P) | Pittsburgh'      |
| 15 janvier 1939   | Providence      | 1–1     | Hershey          |
| 15 janvier 1939   | New Haven       | 3–8     | Philadelphie     |
| 18 janvier 1939   | New Haven       | 2–2     | Providence       |
| 18 janvier 1939   | Philadelphie    | 4–0     | Springfield      |
| 19 janvier 1939   | Hershey         | 3–0     | Springfield      |
| 19 janvier 1939   | Syracuse        | 1–2     | Cleveland        |
| 21 janvier 1939   | Pittsburgh      | 3–3     | Cleveland        |
| 21 janvier 1939   | Hershey         | 2–2     | New Haven        |
| 21 janvier 1939   | Philadelphie    | 0–2     | Syracuse         |
| 21 janvier 1939   | Springfield     | 2–2     | Providence       |
| 22 janvier 1939   | New Haven       | 1–2     | Springfield      |
| 22 janvier 1939   | Cleveland       | 1–0     | Hershey          |
| 22 janvier 1939   | Syracuse        | 3–1     | Pittsburgh       |
| 22 janvier 1939   | Providence      | 2–3     | Philadelphie     |
| 24 janvier 1939   | Springfield     | 4–2     | Philadelphie     |
| 24 janvier 1939   | Syracuse        | 8–1     | Providence       |
| 25 janvier 1939   | Cleveland       | 7–2     | Philadelphie     |
| 25 janvier 1939   | Pittsburgh      | 6–3     | Providence       |
| 28 janvier 1939   | Springfield     | 6–4     | New Haven        |
| 28 janvier 1939   | Hershey         | 3–2     | Syracuse         |
| 28 janvier 1939   | Pittsburgh      | 2–2     | Philadelphie     |
| 28 janvier 1939   | Cleveland       | 1–3 (P) | Providence'      |
| 29 janvier 1939   | Syracuse        | 2–4     | Philadelphie     |
| 29 janvier 1939   | Providence      | 2–5     | Cleveland        |
| 29 janvier 1939   | New Haven       | 3–5     | Pittsburgh       |
| 31 janvier 1939   | Springfield     | 4–3     | Pittsburgh       |
| 1er février 1939  | Philadelphie    | 5–3     | Pittsburgh       |
| 1er février 1939  | New Haven       | 2–2     | Providence       |
| 4 février 1939    | Springfield     | 2–2     | Providence       |
| 4 février 1939    | Philadelphie    | 0–1     | New Haven        |
| 4 février 1939    | Hershey         | 3–2     | Pittsburgh       |
| 5 février 1939    | Syracuse        | 4–3     | Hershey          |
| 5 février 1939    | Providence      | 5–5     | Pittsburgh       |
| 5 février 1939    | New Haven       | 1–3     | Springfield      |
| 7 février 1939    | Syracuse        | 4–1     | New Haven        |
| 8 février 1939    | Philadelphie    | 4–1     | Hershey          |
| 8 février 1939    | Pittsburgh      | 10–0    | New Haven        |
| 8 février 1939    | Cleveland       | 2–2     | Springfield      |
| 11 février 1939   | Cleveland       | 5–1 (P) | New Haven        |
| 11 février 1939   | Pittsburgh      | 8–2     | Springfield      |
| 11 février 1939   | Hershey         | 3–2     | Syracuse         |
| 11 février 1939   | Philadelphie    | 4–2     | Providence       |
| 12 février 1939   | Providence      | 7–1     | New Haven        |
| 12 février 1939   | Syracuse        | 2–2     | Cleveland        |
| 12 février 1939   | Springfield     | 1–6     | Philadelphie     |
| 14 février 1939   | New Haven       | 1–1     | Providence       |
| 15 février 1939   | Pittsburgh      | 2–3     | Hershey          |
| 15 février 1939   | Cleveland       | 1–5     | Syracuse         |
| 18 février 1939   | Springfield     | 3–5     | Hershey          |
| 18 février 1939   | Philadelphie    | 2–2     | Syracuse         |
| 18 février 1939   | Pittsburgh      | 3–4     | Cleveland        |
| 19 février 1939   | Syracuse        | 3–2     | Philadelphie     |
| 19 février 1939   | Cleveland       | 1–6     | Pittsburgh       |
| 19 février 1939   | Providence      | 6–0     | Springfield      |
| 19 février 1939   | New Haven       | 1–3     | Hershey          |
| 21 février 1939   | Syracuse        | 3–1     | Providence       |
| 22 février 1939   | Philadelphie    | 3–4 (P) | New Haven'       |
| 22 février 1939   | Pittsburgh      | 8–2     | Providence       |
| 23 février 1939   | Hershey         | 2–2     | Springfield      |
| 25 février 1939   | Cleveland       | 3–4 (P) | Providence'      |
| 25 février 1939   | Pittsburgh      | 7–4     | Syracuse         |
| 25 février 1939   | Hershey         | 2–0     | New Haven        |
| 25 février 1939   | Philadelphie    | 4–1     | Springfield      |
| 26 février 1939   | Syracuse        | 3–4     | Pittsburgh       |
| 26 février 1939   | Springfield     | 3–2     | Hershey          |
| 26 février 1939   | Providence      | 5–4     | Philadelphie     |
| 26 février 1939   | New Haven       | 0–0     | Cleveland        |
| 28 février 1939   | Springfield     | 0–3     | Cleveland        |
| 28 février 1939   | Hershey         | 2–3     | Syracuse         |
| 1er mars 1939     | Providence      | 3–0     | New Haven        |
| 2 mars 1939       | Hershey         | 4–3 (P) | Cleveland        |
| 4 mars 1939       | Pittsburgh      | 2–8     | Syracuse         |
| 4 mars 1939       | Hershey         | 1–5     | Providence       |
| 4 mars 1939       | Philadelphie    | 6–2     | Cleveland        |
| 4 mars 1939       | Springfield     | 1–0     | New Haven        |
| 5 mars 1939       | Syracuse        | 1–1     | Hershey          |
| 5 mars 1939       | Cleveland       | 2–4     | Pittsburgh       |
| 5 mars 1939       | Providence      | 3–0     | Springfield      |
| 5 mars 1939       | New Haven       | 2–2     | Philadelphie     |
| 7 mars 1939       | Springfield     | 4–4     | Philadelphie     |
| 7 mars 1939       | Syracuse        | 4–1     | New Haven        |
| 8 mars 1939       | Pittsburgh      | 5–1     | Hershey          |
| 8 mars 1939       | Cleveland       | 3–4     | New Haven        |
| 9 mars 1939       | Hershey         | 7–3     | Philadelphie     |
| 11 mars 1939      | Springfield     | 5–1     | Providence       |
| 11 mars 1939      | Philadelphie    | 2–1     | Hershey          |
| 11 mars 1939      | Pittsburgh      | 7–0     | New Haven        |
| 11 mars 1939      | Cleveland       | 3–1     | Syracuse         |
| 12 mars 1939      | Syracuse        | 4–2     | Pittsburgh       |
| 12 mars 1939      | Providence      | 4–5     | Philadelphie     |
| 12 mars 1939      | New Haven       | 1–4     | Hershey          |
| 15 mars 1939      | New Haven       | 5–5     | Syracuse         |
| 15 mars 1939      | Philadelphie    | 7–2     | Springfield      |
| 15 mars 1939      | Pittsburgh      | 6–3     | Cleveland        |
| 16 mars 1939      | Providence      | 4–3     | Syracuse         |
| 16 mars 1939      | Hershey         | 4–2     | Pittsburgh       |
| 18 mars 1939      | Cleveland       | 3–4     | Pittsburgh       |
| 18 mars 1939      | Hershey         | 1–0     | New Haven        |
| 18 mars 1939      | Philadelphie    | 4–2     | Providence       |
| 18 mars 1939      | Springfield     | 1–4     | Syracuse         |
| 19 mars 1939      | New Haven       | 6–2     | Springfield      |
| 19 mars 1939      | Providence      | 3–6     | Hershey          |
| 19 mars 1939      | Syracuse        | 1–2     | Cleveland        |

### Classement

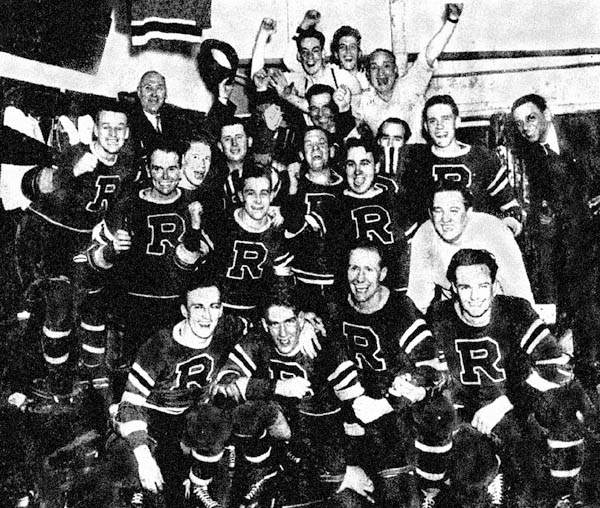
Les Ramblers de Philadelphie, champions de la saison régulière.

| Clt   | Équipe                   | PJ | V  | D  | N  | BP  | BC  | Pts |
| ----- | ------------------------ | -- | -- | -- | -- | --- | --- | --- |
| +001, | Ramblers de Philadelphie | 54 | 32 | 17 | 5  | 214 | 161 | 69  |
| +002, | Reds de Providence       | 54 | 21 | 22 | 11 | 136 | 153 | 53  |
| +003, | Indians de Springfield   | 54 | 16 | 29 | 9  | 121 | 179 | 41  |
| +004, | Eagles de New Haven      | 54 | 14 | 30 | 10 | 114 | 174 | 38  |

| Clt   | Équipe                | PJ | V  | D  | N | BP  | BC  | Pts |
| ----- | --------------------- | -- | -- | -- | - | --- | --- | --- |
| +001, | Bears de Hershey      | 54 | 31 | 18 | 5 | 140 | 110 | 67  |
| +002, | Stars de Syracuse     | 54 | 26 | 19 | 9 | 152 | 117 | 61  |
| +003, | Barons de Cleveland   | 54 | 23 | 22 | 9 | 145 | 138 | 55  |
| +004, | Hornets de Pittsburgh | 54 | 22 | 28 | 4 | 176 | 166 | 46  |

- En gras et en italique : champion de la saison régulière
- En gras : qualifié pour les séries éliminatoires

### Classements des meilleurs pointeurs
Jack Markle, le meilleur pointeur des deux saisons précédentes est dépassé au total de points par Don Deacon de Pittsburgh qui inscrit soixante-cinq points, un record pour l'IAHL. Phil Hergesheimer remporte pour la deuxième année consécutive le titre de meilleur buteur avec trente-quatre réalisations.
| Joueur                 | Équipe                  | PJ | B  | A  | Pts | Pun |
| ---------------------- | ----------------------- | -- | -- | -- | --- | --- |
| Don Deacon             | Pittsburgh              | 46 | 24 | 41 | 65  | 41  |
| Bill Carse             | Philadelphie            | 54 | 24 | 33 | 57  | 22  |
| Kilby MacDonald        | Philadelphie            | 49 | 18 | 37 | 55  | 48  |
| Murray Armstrong       | Syracuse                | 50 | 27 | 27 | 54  | 10  |
| Joe Krol               | Philadelphie            | 54 | 24 | 30 | 54  | 34  |
| Phil Hergesheimer (en) | Cleveland               | 54 | 34 | 19 | 53  | 23  |
| Lorne Duguid           | Cleveland et Pittsburgh | 54 | 19 | 32 | 51  | 23  |
| Norm Locking           | Syracuse                | 53 | 20 | 30 | 50  | 28  |
| Bobby Kirk             | Philadelphie            | 49 | 14 | 36 | 50  | 12  |
| Cliff Barton           | Philadelphie            | 52 | 21 | 28 | 49  | 16  |

## Séries éliminatoires de la Coupe Calder

### Déroulement
Six équipes jouent les séries éliminatoires : les trois meilleures équipes de chaque division Ouest. Néanmoins, le mode de fonctionnement diffère par rapport aux séries des années précédentes : les champions de division se rencontrent en demi-finale, une seule des deux meilleures équipes de la saison a ainsi l'opportunité d'atteindre la finale. L'autre demi-finale est précédée d'un tour préliminaire voyant l'opposition des équipes deuxièmes d'un côté et troisièmes de l'autre,.
|  | Tour préliminaire | Tour préliminaire | Tour préliminaire | Tour préliminaire |            |            | Demi-finales | Demi-finales | Demi-finales | Demi-finales |  |  | Finale | Finale | Finale | Finale |
|  |                   |                   |                   |                   |            |            |              |              |              |              |  |  |        |        |        |        |
|  |                   |                   |                   |                   |            |            |              |              |              |              |  |  |        |        |        |        |
|  |                   |                   |                   |                   |            |            |              |              |              |              |  |  |        |        |        |        |
|  |                   |                   |                   |                   |            |            |              |              |              |              |  |  |        |        |        |        |
|  |                   |                   |                   |                   |            |            |              |              |              |              |  |  |        |        |        |        |
|  |                   |                   |                   |                   |            |            |              |              |              |              |  |  |        |        |        |        |
|  | Philadelphie      | Philadelphie      | 3                 | 3                 |            |            |              |              |              |              |  |  |        |        |        |        |
|  | Philadelphie      | Philadelphie      | 3                 | 3                 |            |            |              |              |              |              |  |  |        |        |        |        |
|  |                   |                   | Hershey           | Hershey           | 2          | 2          |              |              |              |              |  |  |        |        |        |        |
|  |                   |                   |                   |                   | 2          | 2          |              |              |              |              |  |  |        |        |        |        |
|  |                   |                   |                   |                   |            |            |              |              |              |              |  |  |        |        |        |        |
|  |                   |                   |                   |                   |            |            |              |              |              |              |  |  |        |        |        |        |
|  | Philadelphie      | Philadelphie      | 1                 | 1                 |            |            |              |              |              |              |  |  |        |        |        |        |
|  | Philadelphie      | Philadelphie      | 1                 | 1                 |            |            |              |              |              |              |  |  |        |        |        |        |
|  |                   |                   | Cleveland         | Cleveland         | 3          | 3          |              |              |              |              |  |  |        |        |        |        |
|  | Providence        | Providence        | Cleveland         | Cleveland         | 3          | 3          | 2            | 2            |              |              |  |  |        |        |        |        |
|  | Providence        | Providence        |                   |                   |            |            |              |              |              |              |  |  |        |        |        |        |
|  | Syracuse          | Syracuse          | 1                 | 1                 |            |            |              |              |              |              |  |  |        |        |        |        |
|  | Syracuse          | Syracuse          | 1                 | 1                 | Providence | Providence | 0            | 0            |              |              |  |  |        |        |        |        |
|  |                   |                   |                   |                   | Providence | Providence | 0            | 0            |              |              |  |  |        |        |        |        |
|  |                   |                   | Cleveland         | Cleveland         | 2          | 2          |              |              |              |              |  |  |        |        |        |        |
|  | Springfield       | Springfield       | Cleveland         | Cleveland         | 2          | 2          | 1            | 1            |              |              |  |  |        |        |        |        |
|  | Springfield       | Springfield       |                   |                   |            |            |              | 1            |              |              |  |  |        |        |        |        |
|  | Cleveland         | Cleveland         | 2                 | 2                 |            |            |              |              |              |              |  |  |        |        |        |        |
|  | Cleveland         | Cleveland         | 2                 | 2                 |            |            |              |              |              |              |  |  |        |        |        |        |
|  |                   |                   |                   |                   |            |            |              |              |              |              |  |  |        |        |        |        |

### Tour préliminaire

#### Providence contre Syracuse
| 21 mars 1939 | Providence | 2-0 | Syracuse |  |

| 22 mars 1939 | Syracuse | 3-1 | Providence |  |

| 26 mars 1939 | Syracuse | 2-3 | Providence |  |

#### Springfield contre Cleveland
| 21 mars 1939 | Springfield | 2-0 | Cleveland |  |

| 23 mars 1939 | Cleveland | 4-0 | Springfield |  |

| 25 mars 1939 | Cleveland | 3-0 | Springfield |  |

### Demi-finales

#### Philadelphie contre Hershey
| 21 mars 1939 | Philadelphie | 6-3 | Hershey |  |

| 23 mars 1939 | Hershey | 3-2 | Philadelphie |  |

| 25 mars 1939 | Philadelphie | 2-1 | Hershey |  |

| 28 mars 1939 | Hershey | 4-3 | Philadelphie |  |

| 30 mars 1939 | Philadelphie | 3-0 | Hershey |  |

#### Providence contre Cleveland
| 28 mars 1939 | Cleveland | 3-2 | Providence |  |

| 30 mars 1939 | Providence | 2-7 | Cleveland |  |

### Finale
| 1er avril 1939 | Philadelphie | 1-2 | Cleveland |  |

| 4 avril 1939 | Philadelphie | 5-4 | Cleveland |  |

| 6 avril 1939 | Cleveland | 2-0 | Philadelphie |  |

| 8 avril 1939 | Cleveland | 1-0 (0-0, 1-0, 0-0) | Philadelphie |  |

| Feuille de match | Feuille de match           | Feuille de match | Feuille de match | Feuille de match |
| ---------------- | -------------------------- | ---------------- | ---------------- | ---------------- |
|                  | G. Patterson — 30 min 15 s | 1-0              | -                |                  |
| Moe Roberts      | Gardiens                   | Bert Gardiner    |                  |                  |
|                  |                            |                  |                  |                  |
|                  |                            |                  |                  |                  |

Les Barons de Clevelant battent les Ramblers de Philadelphie 3 matchs à 1 et remportent la coupe Calder.

### Effectif champion
L'effectif sacré champion de la Coupe Calder est le suivant, :
- Gardien de but : Moe Roberts ;
- Défenseurs : Art Berlett, Harry Foster, Fred Robertson ;
- Attaquants : Dick Adolph, Earl Bartholome, Mickey Blake, Robert Blake, Les Cunningham, Lorne Duguid, Bob Gracie, Emery Hanson, Phil Hergesheimer, James O’Neill, George Patterson, Paul Runge ;
- Entraîneur : Bill Cook.

## Récompenses

### Trophées
| Coupe Calder : Vainqueurs des séries éliminatoires           | Barons de Cleveland |
| Trophée F.-G.-« Teddy »-Oke : Champions de la division Ouest | Bears de Hershey    |

### Équipes d'étoiles
| Position       | Joueur            | Équipe       |
| -------------- | ----------------- | ------------ |
| Gardien de but | Bert Gardiner     | Philadelphie |
| Défenseur      | Jack Church       | Syracuse     |
| Défenseur      | Jeff Kalbfleisch  | Hershey      |
| Ailier gauche  | Kilby MacDonald   | Philadelphie |
| Centre         | Don Deacon        | Pittsburgh   |
| Ailier droit   | Phil Hergesheimer | Cleveland    |
| Entraîneur     | Bun Cook          | Providence   |

| Position       | Joueur        | Équipe       |
| -------------- | ------------- | ------------ |
| Gardien de but | Alfred Moore  | Hershey      |
| Défenseur      | Jimmy Orlando | Springfield  |
| Défenseur      | Art Lesieur   | Providence   |
| Ailier gauche  | George Allen  | Philadelphie |
| Centre         | Bob Carse     | Philadelphie |
| Ailier droit   | Larry Aurie   | Pittsburgh   |
| Entraîneur     | Eddie Powers  | Syracuse     |